# Ganerben-Gymnasium Künzelsau
Das Ganerben-Gymnasium Künzelsau ist ein allgemeinbildendes Gymnasium der Stadt Künzelsau. Die ersten urkundlichen Erwähnungen der Vorläuferschulen stammen aus dem Jahr 1457 (Realschule Künzelsau) und aus dem Jahr 1486 (Lateinschule Ingelfingen). Die beiden Schulen wurden 1936 zusammengelegt und ab 1938 als Deutsche Oberschule für Jungen betrieben. Ab 1954 war die Schule ein Progymnasium im Aufbau, 1961 konnte erstmals das Abitur abgelegt werden. Mit dem Bezug eines neuen Schulgebäudes am Nagelsberger Hang im Jahr 1975 erhielt die Schule im Hinblick auf Künzelsaus Geschichte als Ganerbschaft den Namen Ganerben-Gymnasium. Im Jahre 2001 wurde ein sich östlich an das bestehende Schulgebäude anschließender Erweiterungsbau eröffnet.

## Wahlmöglichkeiten
- 6. Klasse: Französisch oder Latein als zweite Fremdsprache – zusätzlich zu Englisch als 1. Fremdsprache (Fortsetzung des ab der 1. Grundschulklasse erteilten Sprachunterrichts)
- 8. Klasse: Spanisch als dritte Fremdsprache oder alternativ Naturwissenschaft und Technik

## Bekannte Schüler
- Alexander Gerst (* 1976), Astronaut (aber 1995 Abitur am Technischen Gymnasium Öhringen)